# 세몰리나

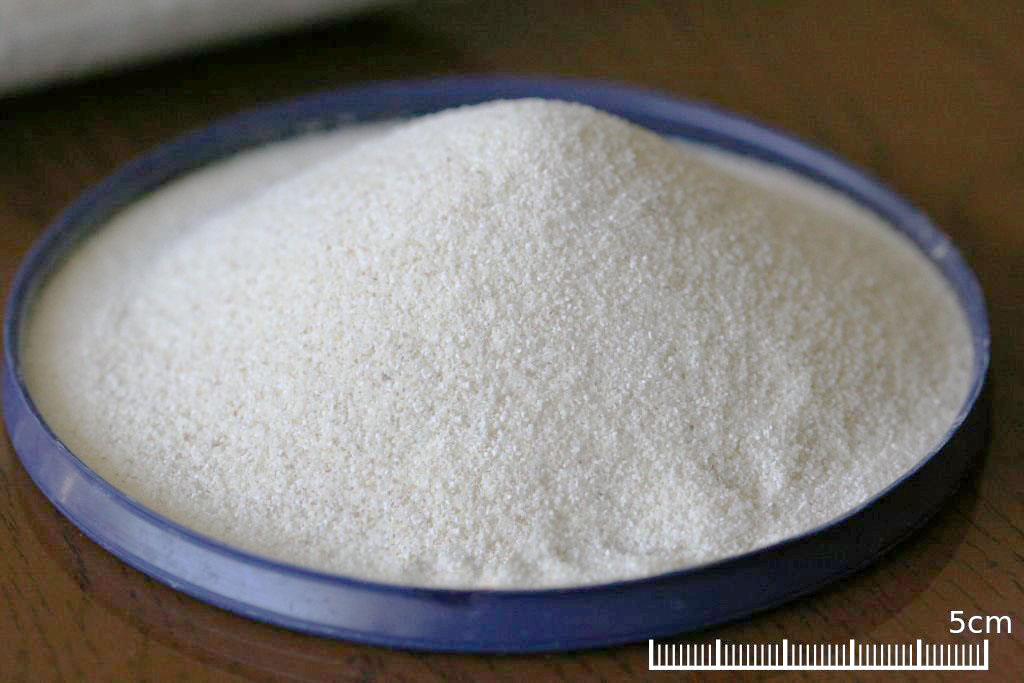
세몰리나

세몰리나(Semolina)는 듀럼밀을 부순 밀가루다. 파스타, 시리얼, 푸딩, 쿠스쿠스 등을 만드는 데 사용된다.

## 같이 보기
- 밀쌀
- 부순밀
- 불구르